# Добранівка
Добранівка (пол. Dobrzanówka) — частина села Типин у Польщі, в Люблінському воєводстві Томашівського повіту, ґміни Томашів.

## Історія
Первісним населенням Добранівка були русини, які компактно проживали на своїх історичних землях. 